# Bischofskraut
Das Bischofskraut (Ammi visnaga L., Synonym: Visnaga daucoides Gaertn.), auch Zahnstocher-Knorpelmöhre genannt, ist eine Pflanzenart aus der Gattung der Knorpelmöhren (Ammi) innerhalb der Familie der Doldenblütler (Apiaceae). Sie ist in Eurasien und Nordafrika weitverbreitet. Sie wird als Heilpflanze verwendet.

## Beschreibung

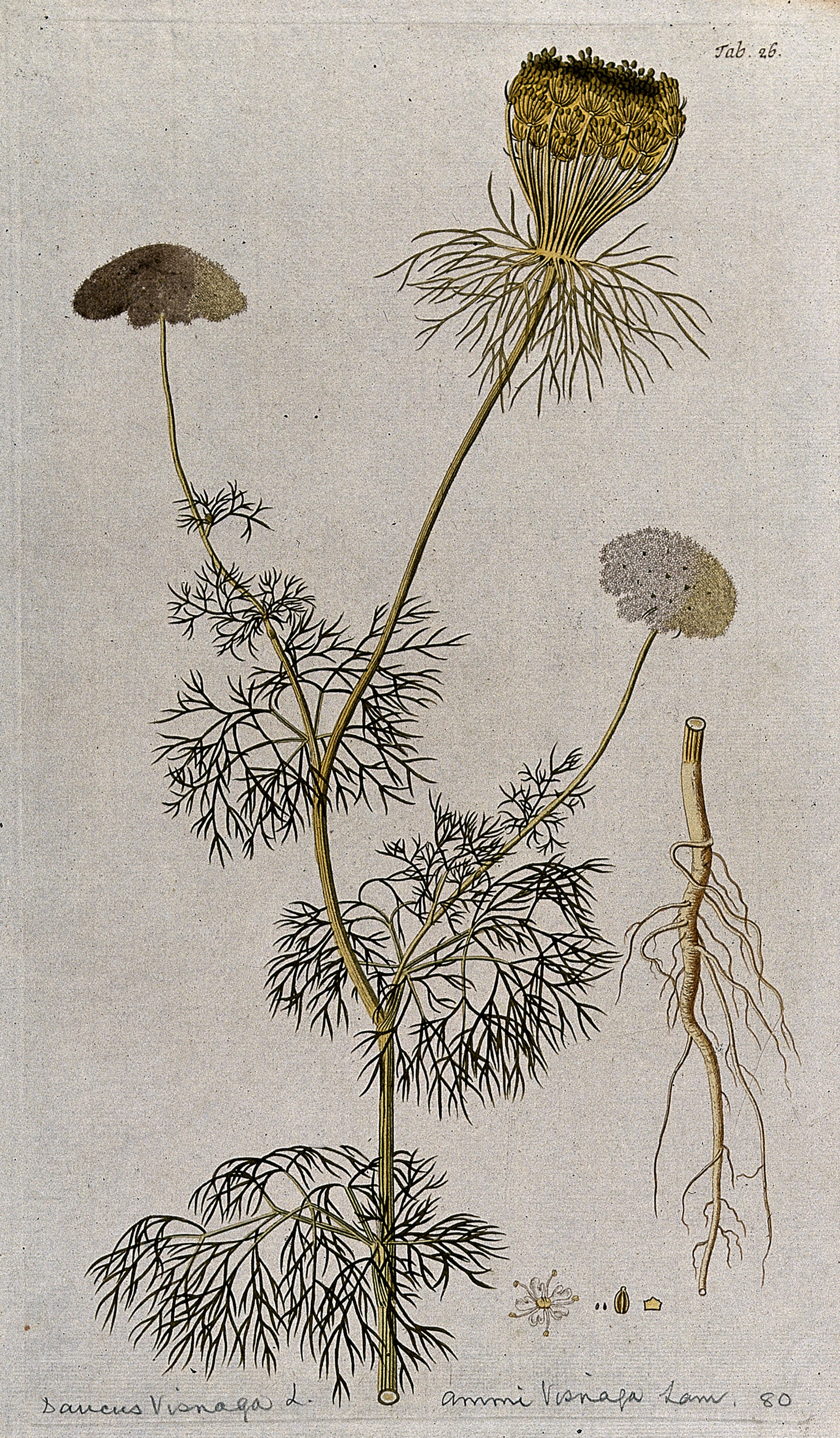
Illustration

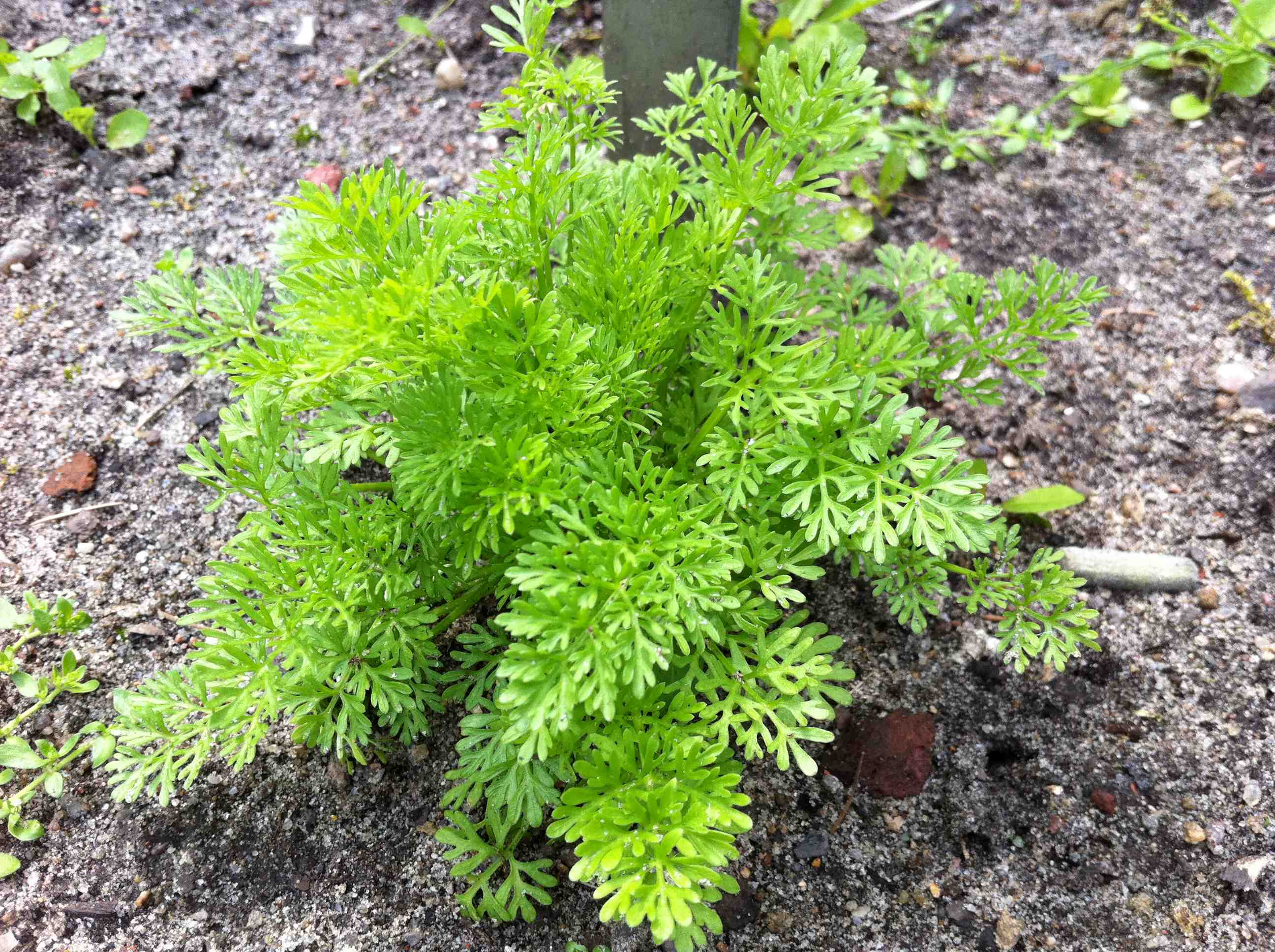
Habitus eines jungen Exemplars mit grundständigen Laubblättern

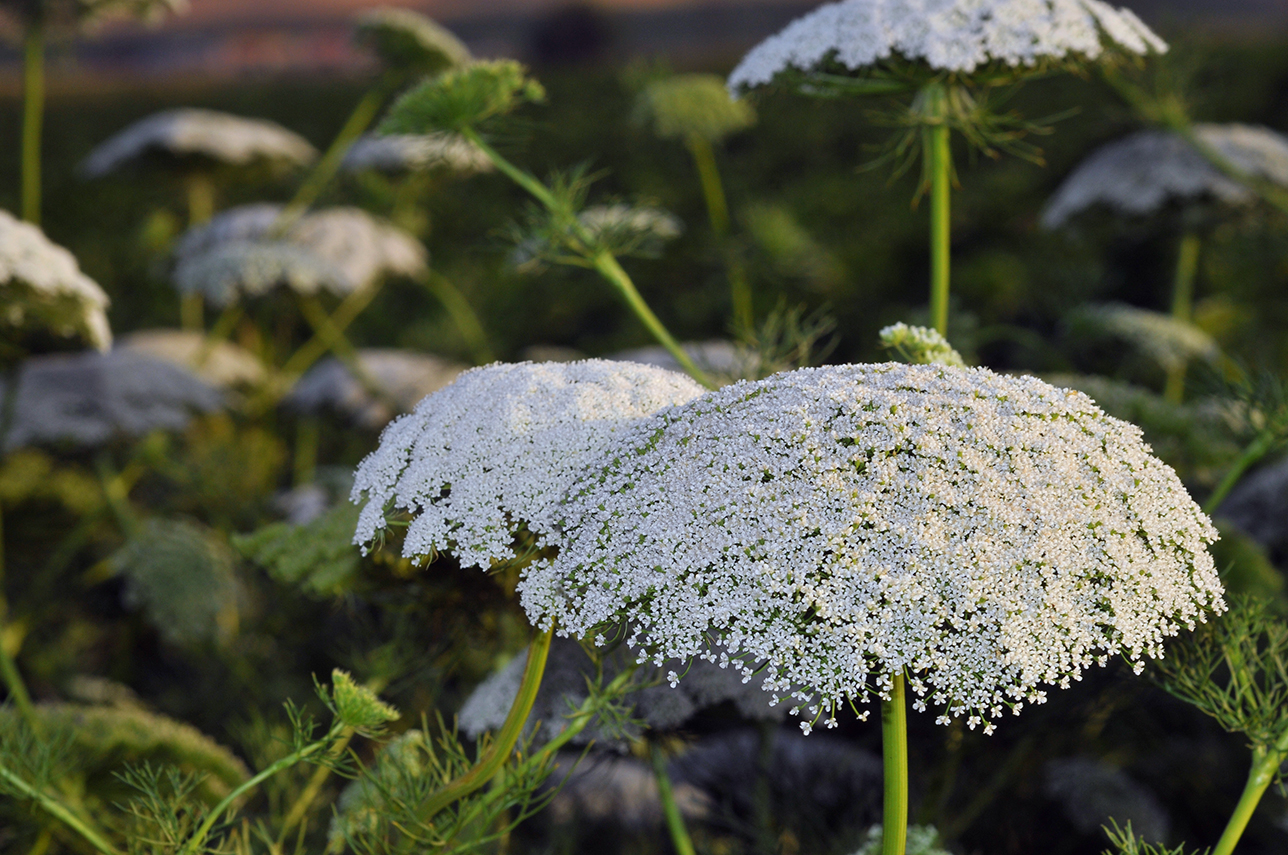
Doppeldoldige Blütenstände

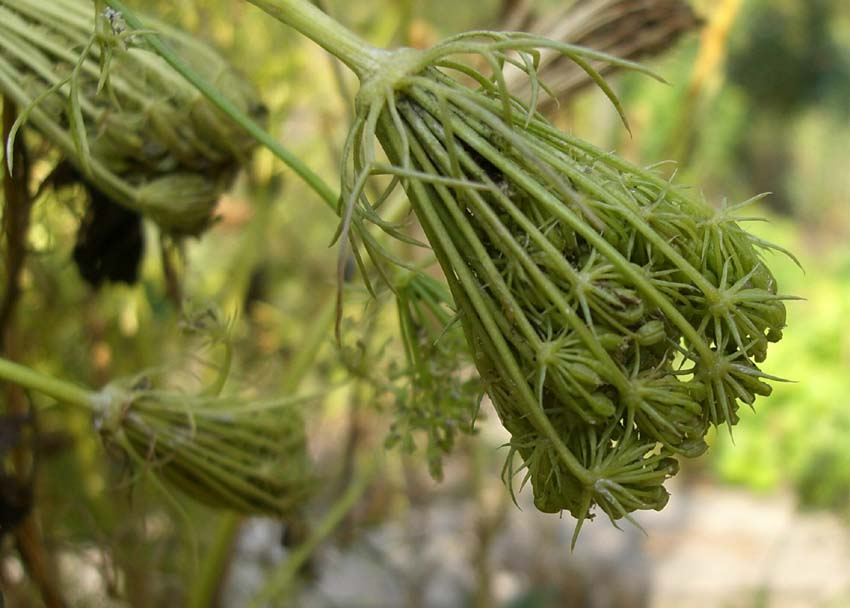
Fruchtstand

### Vegetative Merkmale
Das Bischofskraut wächst als ein- bis zweijährige krautige Pflanze und erreicht Wuchshöhen von 45 bis 100, selten bis zu 200 Zentimetern. Die unteren Laubblätter sind einfach gefiedert, die oberen sind zwei- bis dreifach gefiedert. Die Blattzipfel letzter Ordnung sind linealisch oder fadenförmig.

### Generative Merkmale
Im doppeldoldigen Blütenstand stehen meist 45 bis 125 (20 bis 150) Doldenstrahlen mit vielen Blüten zusammen. Die Doldenstrahlen sind zur Anthese abstehend und 15 bis 22, selten bis zu 46 Millimeter lang, später richten sie sich auf, verdicken und festigen sich. Die ein- bis zweifach fiederschnittigen Hüllblätter sind mindestens so lang wie die Doldenstrahlen. Die Hüllchenblätter sind fadenförmig. Zur Fruchtzeit sind die Doldenstrahlen dicht nestförmig zusammengezogen. Die Strahlen der Döldchen sind meist 3 bis 9 (1 bis 14,5) Millimeter lang.
Die zwittrigen Blüten sind fünfzählig mit doppelter Blütenhülle. Die Kelchzähne sind winzig. Die fünf Kronblätter sind weiß, verkehrt-herzförmig, tief zweilappig mit am Spalt herabgeschlagenem Mittelzipfel. Bei den Randblüten sind die Kronblätter oft vergrößert. Die Griffel sind 0,6 bis 1 Millimeter lang.
Die kahlen Doppelachänen sind 2 bis 2,5 Millimeter lang sowie bei einer Breite von 1 bis 1,4 Millimetern eiförmig und gerippt.
Die Chromosomenzahl beträgt 2n = 20 oder 22.

## Ökologie
Die dicht nestartig zusammengezogene Fruchtdolde erinnert an die Fruchtdolde der Wilden Möhre (Daucus carota). Sie breitet sich durch Anfeuchten wieder aus (Hygrochasie) und schließt sich wieder bei Trockenheit. Das ist bei der Wilden Möhre gerade umgekehrt (Xerochasie).

## Verbreitung
Ammi visnaga ist ursprünglich hauptsächlich im Mittelmeerraum, in Nordafrika, im Kaukasusraum und in Westasien verbreitet. Es gibt Fundortangaben für Spanien, Portugal, Italien, Albanien, Griechenland, die Türkei, Syrien, Zypern, Iran, Irak, Israel, Libanon, Algerien, Libyen, Marokko, Tunesien, Armenien, Aserbaidschan und Georgien.
Für Frankreich, die Azoren und die Kanaren ist die Ursprünglichkeit zweifelhaft.
Ammi visnaga ist beispielsweise in Zentral- sowie Südamerika, auf den Karibischen Inseln, auf dem Indischen Subkontinent, Korea und Ost- sowie Mitteleuropa ein Neophyt.

## Taxonomie
Die Erstveröffentlichung erfolgte 1753 unter dem Namen (Basionym) Daucus visnaga durch Carl von Linné in Species Plantarum, Tomus I, Seite 242. Die Neukombination zu Ammi visnaga (L.) Lam. wurde 1779 durch Jean Baptiste de Monnet de Lamarck in Flore Française, Band 3, S. 462 veröffentlicht. Das Artepitheton visnaga leitet sich über Vermittlung des hispanoarabischen bisinaqa / bissinaqa von lateinisch pastinaca ab. Ein weiteres Synonym für Ammi visnaga (L.) Lam. ist Visnaga daucoides Gaertn.

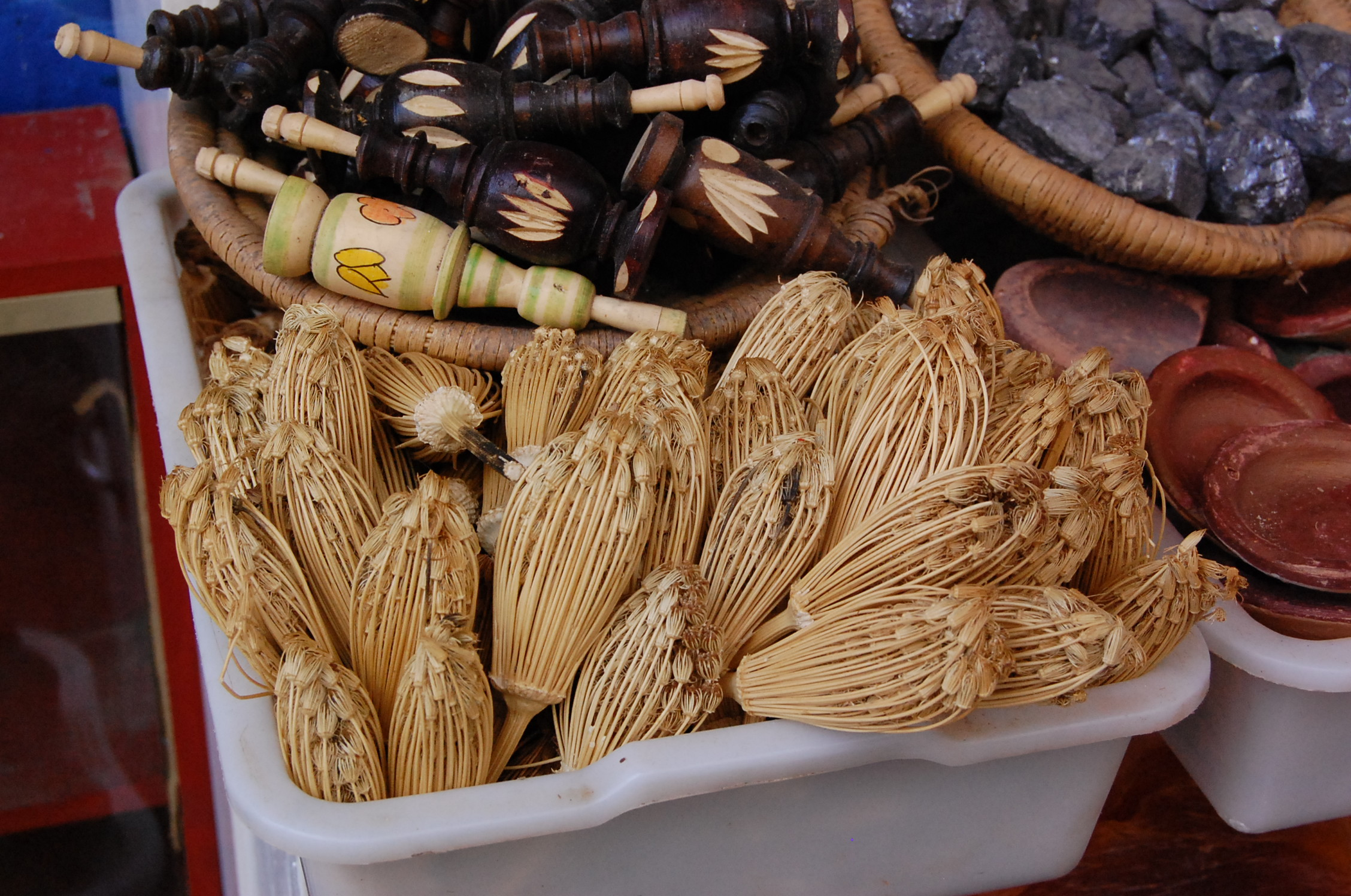
Fruchtdolden als Zahnstocher

## Verwendung und weitere Trivialnamen
Ammi visnaga wird in vielen Gebieten der Welt angebaut.
Sie wird auch Khella oder Khellakraut genannt; die ebenfalls verbreiteten Trivialnamen Zahnstocherkraut oder Zahnstocherammei (auch nur Ammei) stammen daher, dass die Art in orientalischen Ländern zur Herstellung von Zahnstochern verwendet wird. Ihr würziger Geschmack ist dabei willkommen.

## Medizinische Bedeutung

Strukturformel von Khellinin

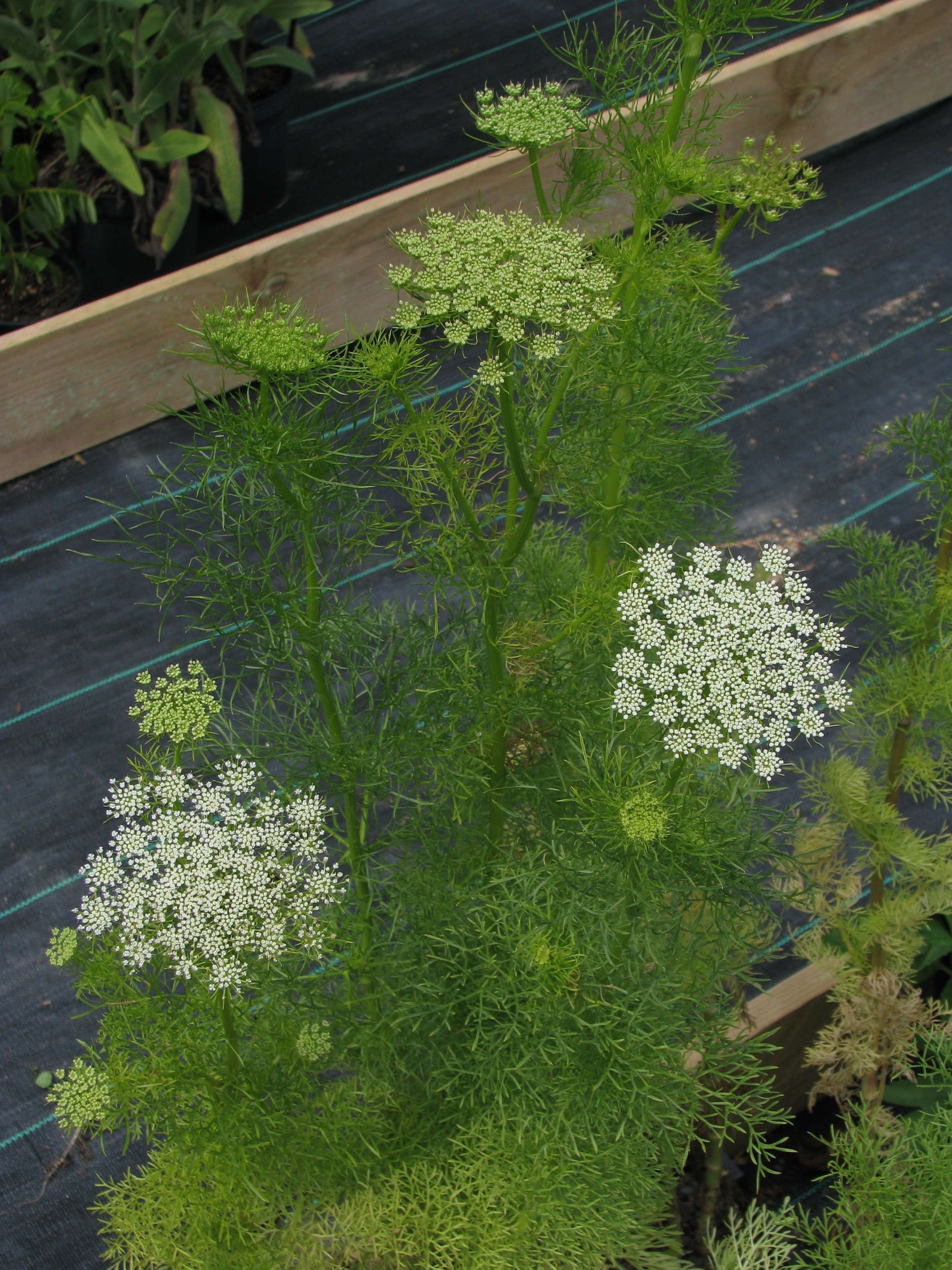
Habitus, Laubblätter und doppeldoldige Blütenstände

Es wurde angenommen, dass Ammi visnaga von den alten Ägyptern als Heilpflanze gegen eine Hautkrankheit (wHAw-Hautkrankheit) eingesetzt wurde. Dies beruht auf der Übersetzung des Papyrus Ebers (ca. 1534 v. Chr.) durch Heinrich Brugsch, die jedoch mittlerweile stark angezweifelt wird – es dürfte sich eher um eine Getreideart handeln.
Die Früchte von Ammi visnaga (Fructus Ammi visnagae) enthalten pharmakologisch aktive Inhaltsstoffe wie phototoxische Furanocumarine (Khellin), das herzwirksame Glykosid Khellinin Flavonoide und Pyranocumarine (Visnadin). Von dem Hersteller chemisch-pharmazeutischer Präparate UPHA in Hamburg wurde in den 1950er Jahren Khelline zur Therapie der Angina pectoris angeboten; bei der gleichen Indikation und als Spasmolytikum als Khellin-„Moor“ von der Fabrik HEFA in Werne. Das Khellinin in Amni visnaga wird auch gegen Vitiligo eingesetzt. Bei Hühnern führt der Verzehr von Samen zu Lichtempfindlichkeit.
Durch eine Erweiterung der Herzkranzgefäße und eine daraus resultierende bessere Durchblutung des Herzmuskels verleiht das Visnadin den Pflanzenextrakten eine positive Wirkung. Es stellt sich eine positiv inotrope sowie krampflösende Wirkung ein. Daher eignet sich Ammi visnaga zur Behandlung der Angina pectoris und von Koliken.
Die Negativ-Monographie der Kommission E des ehemaligen Bundesgesundheitsamtes zu den Ammi-visnaga-Früchten kam 1994 zu der Bewertung: „Da die Wirksamkeit der Droge und ihrer Zubereitungen bei den beanspruchten Anwendungsgebieten nicht ausreichend belegt ist, kann die therapeutische Anwendung der Droge angesichts der Risiken nicht vertreten werden.“